# Raleigh (Illinois)
Pour les articles homonymes, voir Raleigh (homonymie).
Raleigh est un village situé au nord du comté de Saline dans l'Illinois, aux États-Unis,. Le village est incorporé le 12 juin 1935.

## Démographie
Lors du recensement de 2010, le village comptait une population de 350 habitants. Elle est estimée, en 2016, à 344 habitants.

### Source de la traduction
- (en) Cet article est partiellement ou en totalité issu de l’article de Wikipédia en anglais intitulé « Raleigh, Illinois » (voir la liste des auteurs).